# Eleonora Magdalena Gonzagová
Eleonora Magdalena Gonzagová (18. listopadu 1630, Mantova – 16. prosince 1686, Vídeň), byla rodem mantovská princezna a sňatkem s Ferdinandem III. dosáhla titulu římská císařovna.

## Biografie

### Původ, mládí
Eleonora se narodila jako jediná dcera/druhé dítě mantovského vévody Karla II. z rodu Gonzaga a jeho manželky Marie Gonzaga, vévodkyně z Montferratu, dcery Františka IV. Gonzaga a jeho manželky Markéty Savojské; Marie byla neteří císařovny Eleonory, manželky Ferdinanda II. a její dcera dostala jméno po této své pratetě. Na rozdíl od její předchůdkyně se jí dostalo výchovy s důrazem na kulturní projev, již v mládí skládala básně a hrála na několik hudebních nástrojů. Stala se z ní žena vysoce kultivovaná, energická a inteligentní.

### Manželství, potomci
Eleonora se stala třetí manželkou Ferdinanda III., krále a císaře římského, krále uherského, chorvatského a českého a markraběte moravského. 22. března roku 1651 opustila Eleonora se svým doprovodem rodnou Mantovu a cestovala přes Villach a Štýrský Hradec do Vídeňského Nového Města, kde se 30. dubna uskutečnil svatební obřad. Z jejího manželství s Ferdinandem, vzešli čtyři potomci - tři dívky a nejmladší chlapec, pouze dvě prostřední dcery však se dožily dospělosti. Eleonora, jíž se na rodném mantovském dvoře dostalo dokonalé výchovy, sama dbala o dobrou edukaci svých dětí.
1. Tereza Marie Josefa (27. března 1652 – 26. července 1653)
2. Eleonora Marie Josefa (21. května 1653 – 17. prosince 1697),
⚭ 1670 Michał Korybut Wiśniowiecki (1640–1673), polský král a litevský velkokníže
⚭ 1678 Karel V. Lotrinský (3. dubna 1643 – 18. dubna 1690), titulární lotrinský vévoda
3. Marie Anna Josefa (30. prosince 1654 – 4. dubna 1689), ⚭ 1678 Jan Vilém Falcký (1658–1716), kurfiřt falcký
4. Ferdinand Josef Alois (11. února 1657 – 16. června 1658)

Ferdinand byl o více než dvacet let starší než Eleonora a měl již šest dětí. Jeho první manželka Marie Anna Španělská byla otrávena, druhá manželka Marie Leopoldina Tyrolská zemřela v sedmnácti letech krátce po porodu.
Manželství Eleonory s Ferdinandem III. bylo přes značný věkový rozdíl harmonické; manželé měli společné zájmy a záliby – oba byli literárně nadaní a hráli na několik hudebních nástrojů.

### Královna a císařovna
Eleonora byla vzorem císařovny, ale do zahraniční politiky Vídně se nezapojovala. V září 1656 byla Eleonora v Praze korunována svatováclavskou korunou, po téměř třiceti letech od poslední české korunovace.
Ferdinand III. nechal pro svoji manželku roku 1657 ve Vídni založit italskou literární akademii. Eleonora na svém dvoře podporovala balet nebo divadelní repertoár.
Založila i klášter voršilek ve Vídni a byla protektorkou kláštera karmelitek ve Vídeňském Novém Městě. Ačkoliv sama byla silně nábožensky založená a vychovaná v hluboké katolické víře, zřejmě neměla předsudky vůči protestantům.
Vdovou se stala v dubnu roku 1657. Nejmladší syn Ferdinand se narodil pouhé dva měsíce před otcovou smrtí. Ferdinand III. se tak nedožil jeho předčasného úmrtí o rok později - za svůj život by tak přišel už o třetího syna. I po smrti svého manžela byla výjimečnou postavou vídeňského dvora a měla významný vliv na svého nevlastního syna, císaře Leopolda I. Jejímu působení se připisuje rozšíření vídeňské císařské rezidence Hofburgu.
V roce 1662 Eleonora založila dámský záslužný Řád služebnic ctnosti, a o šest let později založila dámský Řád hvězdového kříže, který přetrval dodnes.
Roku 1670 doprovázela svou starší dceru Eleonoru do Polska, kde měla princezna uzavřít sňatek s polským králem Michalem I. Korybutem.
Zemřela ve Vídni roku 1686, svého manžela tak přežila o téměř třicet let. Pochována byla ve vídeňské kapucínské kryptě, rodové nekropoli Habsburků.

## Vývod z předků
|                                |                             |  |                  |                           |  |  |  |  |  |  |  | Federico II. Gonzaga |
|                                |                             |  |                  |                           |  |  |  |  |  |  |  |                      |
|                                | Ludvík Gonzaga              |  |                  |                           |  |  |  |  |  |  |  |                      |
|                                |                             |  |                  |                           |  |  |  |  |  |  |  |                      |
|                                |                             |  |                  | Markéta Palaiologa        |  |  |  |  |  |  |  |                      |
|                                |                             |  |                  |                           |  |  |  |  |  |  |  |                      |
|                                | Karel I. Gonzaga            |  |                  |                           |  |  |  |  |  |  |  |                      |
|                                |                             |  |                  |                           |  |  |  |  |  |  |  |                      |
|                                |                             |  |                  | František I. Klévský      |  |  |  |  |  |  |  |                      |
|                                |                             |  |                  |                           |  |  |  |  |  |  |  |                      |
|                                | Henrietta Klévská           |  |                  |                           |  |  |  |  |  |  |  |                      |
|                                |                             |  |                  |                           |  |  |  |  |  |  |  |                      |
|                                |                             |  |                  | Markéta z Bourbon-Vendôme |  |  |  |  |  |  |  |                      |
|                                |                             |  |                  |                           |  |  |  |  |  |  |  |                      |
|                                | Karel II. Gonzaga           |  |                  |                           |  |  |  |  |  |  |  |                      |
|                                |                             |  |                  |                           |  |  |  |  |  |  |  |                      |
|                                |                             |  |                  | František de Guise        |  |  |  |  |  |  |  |                      |
|                                |                             |  |                  |                           |  |  |  |  |  |  |  |                      |
|                                | Karel II. Lotrinský         |  |                  |                           |  |  |  |  |  |  |  |                      |
|                                |                             |  |                  |                           |  |  |  |  |  |  |  |                      |
|                                |                             |  |                  | Anna d'Este               |  |  |  |  |  |  |  |                      |
|                                |                             |  |                  |                           |  |  |  |  |  |  |  |                      |
|                                | Kateřina de Mayenne         |  |                  |                           |  |  |  |  |  |  |  |                      |
|                                |                             |  |                  |                           |  |  |  |  |  |  |  |                      |
|                                |                             |  |                  | Honorat II. Savojský      |  |  |  |  |  |  |  |                      |
|                                |                             |  |                  |                           |  |  |  |  |  |  |  |                      |
|                                | Jindřiška Savojská          |  |                  |                           |  |  |  |  |  |  |  |                      |
|                                |                             |  |                  |                           |  |  |  |  |  |  |  |                      |
|                                |                             |  |                  | Johana Františka z Foix   |  |  |  |  |  |  |  |                      |
|                                |                             |  |                  |                           |  |  |  |  |  |  |  |                      |
| 'Eleonora Magdalena Gonzagová' |                             |  |                  |                           |  |  |  |  |  |  |  |                      |
|                                |                             |  |                  |                           |  |  |  |  |  |  |  |                      |
|                                |                             |  | Vilém I. Gonzaga |                           |  |  |  |  |  |  |  |                      |
|                                |                             |  |                  |                           |  |  |  |  |  |  |  |                      |
|                                | Vincenzo I. Gonzaga         |  |                  |                           |  |  |  |  |  |  |  |                      |
|                                |                             |  |                  |                           |  |  |  |  |  |  |  |                      |
|                                |                             |  |                  | Eleonora Habsburská       |  |  |  |  |  |  |  |                      |
|                                |                             |  |                  |                           |  |  |  |  |  |  |  |                      |
|                                | František IV. Gonzaga       |  |                  |                           |  |  |  |  |  |  |  |                      |
|                                |                             |  |                  |                           |  |  |  |  |  |  |  |                      |
|                                |                             |  |                  | František I. Medicejský   |  |  |  |  |  |  |  |                      |
|                                |                             |  |                  |                           |  |  |  |  |  |  |  |                      |
|                                | Eleonora Medicejská         |  |                  |                           |  |  |  |  |  |  |  |                      |
|                                |                             |  |                  |                           |  |  |  |  |  |  |  |                      |
|                                |                             |  |                  | Johana Habsburská         |  |  |  |  |  |  |  |                      |
|                                |                             |  |                  |                           |  |  |  |  |  |  |  |                      |
|                                | Marie Gonzagová             |  |                  |                           |  |  |  |  |  |  |  |                      |
|                                |                             |  |                  |                           |  |  |  |  |  |  |  |                      |
|                                |                             |  |                  | Emanuel Filibert Savojský |  |  |  |  |  |  |  |                      |
|                                |                             |  |                  |                           |  |  |  |  |  |  |  |                      |
|                                | Karel Emanuel I. Savojský   |  |                  |                           |  |  |  |  |  |  |  |                      |
|                                |                             |  |                  |                           |  |  |  |  |  |  |  |                      |
|                                |                             |  |                  | Markéta Francouzská       |  |  |  |  |  |  |  |                      |
|                                |                             |  |                  |                           |  |  |  |  |  |  |  |                      |
|                                | Markéta Savojská            |  |                  |                           |  |  |  |  |  |  |  |                      |
|                                |                             |  |                  |                           |  |  |  |  |  |  |  |                      |
|                                |                             |  |                  | Filip II. Španělský       |  |  |  |  |  |  |  |                      |
|                                |                             |  |                  |                           |  |  |  |  |  |  |  |                      |
|                                | Kateřina Michaela Španělská |  |                  |                           |  |  |  |  |  |  |  |                      |
|                                |                             |  |                  |                           |  |  |  |  |  |  |  |                      |
|                                |                             |  |                  | Alžběta z Valois          |  |  |  |  |  |  |  |                      |
|                                |                             |  |                  |                           |  |  |  |  |  |  |  |                      |